# Paweł Komelski
Paweł Komelski, Paweł Obnorski, cs. Prepodobnyj Pawieł Komielskij, Obnorskij (ur. w 1317 w Moskwie, zm. w 1429 w lasach komelskich) – święty mnich prawosławny.

## Żywot świętego
Paweł pochodził z bogatej rodziny. W wieku 22 lat uciekł jednak z domu, by zostać prawosławnym mnichem. Śluby zakonne złożył w monasterze Narodzenia Pańskiego położonym w eparchii jarosławskiej i rostowskiej, nad brzegiem Wołgi. Następnie przeniósł się do monasteru Trójcy Świętej założonego przez św. Sergiusza z Radoneża, którego uczniem duchowym został. Po kilku latach Sergiusz udzielił mu błogosławieństwa na opuszczenie klasztoru i rozpoczęcie życia pustelniczego. Mnich Paweł na krótko przebywał w pustelni mnicha Abrahamiusza Halickiego (Czuchłomskiego), po czym zamieszkał w lasach komelskich. Według hagiografii osiadł nad rzeką Griazowicą, w dziupli starej lipy, i przeżył w ten sposób trzy lata, zachowując całkowite milczenie. Przeniósł się następnie nad rzekę Nurmę. Według żywotów świętego zrezygnował z przyjmowania pokarmów przez pięć dni w tygodniu, pijąc jedynie wodę i jedząc chleb. W czasie jego pobytu nad Nurmą wieść o mnichu rozniosła się po okolicy; ludzie zaczęli odwiedzać go w celu otrzymania porad duchowych. Wkrótce dołączył do niego inny zakonnik, późniejszy święty mnich Sergiusz Nuromski.
W 1414, za zgodą Sergiusza z Radoneża i metropolity moskiewskiego Focjusza, mnich Paweł wzniósł cerkiew Trójcy Świętej i zorganizował przy niej monaster, nazwany później Pawło-Obnorskim. Sam opracował również bardzo surową regułę dla zakonników, którzy mieli w nim zamieszkać. Nie zgodził się jednak zostać przełożonym klasztoru, lecz przekazał tę funkcję swojemu uczniowi Aleksemu, sam zaś przeniósł się w inne miejsce, by nadal żyć jako pustelnik. Zmarł mając 112 lat.

## Kult
W 1546 powstał pierwszy żywot Pawła Komelskiego, zaś w roku następnym został on kanonizowany przez Rosyjski Kościół Prawosławny.
Wspomnienie świętego mnicha Pawła w Cerkwi prawosławnej obchodzone jest 10/23 stycznia, tj. 23 stycznia według kalendarza gregoriańskiego.